# 閃岳大輔
閃岳 大輔（せんがく だいすけ、1991年6月12日 - ）は、秋田県大館市出身で木瀬部屋（閉鎖処分中は北の湖部屋）所属の現役大相撲力士。本名は佐々木 大輔（ささき だいすけ）。身長181.0cm、体重131.0kg、最高位は東幕下13枚目（2017年5月場所）。

## 来歴
小学生の時に相撲を始め、相撲が強くなりたくて出身地の大館市とは県境を挟んで隣に位置する青森県弘前市の元気塾に通い、稽古をつけてもらっていた。それもあってか、弘前市立第二中学校在学中は青森県はもとい、東北ではもはや敵無し状態であった。高校は高校相撲の強豪高である埼玉栄高校へ進学し、2009年の全国選抜高校相撲弘前大会では個人優勝・団体準優勝、インターハイでは団体優勝に輝き、高校卒業と同時に木瀬部屋に入門した。
2010年1月場所で初土俵を踏み、同年3月場所では7戦全勝で序ノ口優勝、翌5月場所では7戦全勝したが、斉心に押し倒しで敗れ、序二段優勝は成らなかった。この場所直後に、師匠の木瀬親方（元幕内・肥後ノ海）が起こした不祥事により木瀬部屋が閉鎖され、2012年4月1日の閉鎖処分解除に伴う部屋再興までは北の湖部屋に所属した。
三段目にあがった7月場所5日目に、貴月芳に叩き込みで敗れたのが本割での初黒星で、初土俵からの連勝記録は16である。三段目も二場所で通過し、同年11月場所では初めて幕下に上がった。幕下では中位で相撲を取ることが多いものの、2015年5月場所では初めて幕下15枚目以内の関取を窺う地位を経験した。この場所は2勝5敗と負け越し。同年11月場所で左肘を負傷し、場所後に手術を受けると、2016年は怪我を言い訳にした精彩を欠く相撲でまた幕下中位から下位の番付に戻った。2017年5月場所では久しぶりに自己最高位を更新したが、1勝6敗と大敗した。同年9月場所は、初日の相撲で右足首の粉砕骨折という重症を負い、さらに靭帯断裂も判明したため、手術を受けて車椅子生活も経験した。2018年5月場所で序二段の番付で復帰した。

## 主な成績
2025年7月場所終了現在

### 通算成績
- 生涯戦歴：323勝285敗29休（92場所）

### 各段優勝
- 序ノ口優勝：1回（2010年3月場所）

### 場所別成績
| | 一月場所 初場所（東京）   | 三月場所 春場所（大阪）   | 五月場所 夏場所（東京） | 七月場所 名古屋場所（愛知） | 九月場所 秋場所（東京） | 十一月場所 九州場所（福岡） |
| --- | ------------------------- | ------------------------- | ----------------------- | --------------------------- | ----------------------- | --------------------------- |
| 2010年 （平成22年） | （前相撲）                | 西序ノ口20枚目 優勝 7–0   | 東序二段20枚目 7–0      | 東三段目25枚目 4–3          | 西三段目11枚目 4–3      | 西幕下60枚目 5–2            |
| 2011年 （平成23年） | 西幕下46枚目 1–6          | 八百長問題 により中止     | 西三段目13枚目 4–3      | 西幕下50枚目 4–3            | 東幕下42枚目 4–3        | 西幕下36枚目 4–3            |
| 2012年 （平成24年） | 東幕下30枚目 3–4          | 東幕下38枚目 5–2          | 西幕下25枚目 3–4        | 東幕下33枚目 4–3            | 東幕下28枚目 4–3        | 東幕下22枚目 3–4            |
| 2013年 （平成25年） | 西幕下27枚目 3–4          | 東幕下34枚目 2–5          | 東三段目筆頭 6–1        | 東幕下30枚目 5–2            | 西幕下19枚目 3–4        | 東幕下26枚目 4–3            |
| 2014年 （平成26年） | 西幕下22枚目 3–4          | 東幕下30枚目 4–3          | 西幕下26枚目 3–4        | 東幕下35枚目 3–4            | 東幕下43枚目 3–4        | 西幕下52枚目 6–1            |
| 2015年 （平成27年） | 東幕下26枚目 5–2          | 東幕下15枚目 2–5          | 西幕下30枚目 3–4        | 東幕下39枚目 3–4            | 東幕下48枚目 4–3        | 東幕下40枚目 2–5            |
| 2016年 （平成28年） | 東幕下58枚目 5–2          | 西幕下43枚目 4–3          | 東幕下36枚目 3–4        | 西幕下41枚目 4–3            | 東幕下34枚目 3–4        | 西幕下45枚目 4–3            |
| 2017年 （平成29年） | 東幕下36枚目 4–3          | 東幕下31枚目 6–1          | 東幕下13枚目 1–6        | 東幕下36枚目 5–2            | 西幕下22枚目 0–1–6      | 西幕下57枚目 休場 0–0–7     |
| 2018年 （平成30年） | 西三段目37枚目 休場 0–0–7 | 西三段目97枚目 休場 0–0–7 | 東序二段58枚目 6–1      | 東三段目91枚目 7–0          | 東幕下59枚目 5–2        | 西幕下42枚目 3–4            |
| 2019年 （平成31年 /令和元年） | 東幕下51枚目 3–2–2        | 西幕下60枚目 5–2          | 東幕下44枚目 4–3        | 西幕下36枚目 4–3            | 東幕下32枚目 3–4        | 東幕下41枚目 3–4            |
| 2020年 （令和2年） | 東幕下50枚目 3–4          | 東三段目2枚目 4–3         | 感染症拡大 により中止   | 東幕下51枚目 4–3            | 東幕下40枚目 1–6        | 西三段目2枚目 3–4           |
| 2021年 （令和3年） | 西三段目16枚目 5–2        | 西幕下54枚目 4–3          | 東幕下44枚目 5–2        | 西幕下29枚目 5–2            | 東幕下18枚目 3–4        | 西幕下25枚目 2–5            |
| 2022年 （令和4年） | 東幕下39枚目 4–3          | 東幕下28枚目 4–3          | 西幕下21枚目 3–4        | 西幕下28枚目 4–3            | 西幕下21枚目 1–6        | 西幕下43枚目 4–3            |
| 2023年 （令和5年） | 東幕下34枚目 2–5          | 西幕下58枚目 2–5          | 西三段目24枚目 4–3      | 西三段目12枚目 5–2          | 東幕下52枚目 4–3        | 東幕下42枚目 4–3            |
| 2024年 （令和6年） | 東幕下35枚目 3–4          | 西幕下42枚目 2–5          | 東三段目筆頭 4–3        | 東幕下50枚目 3–4            | 東三段目3枚目 5–2       | 東幕下39枚目 1–6            |
| 2025年 （令和7年） | 西三段目4枚目 4–3         | 西幕下54枚目 5–2          | 西幕下35枚目 3–4        | 西幕下45枚目 1–6            | x                       | x                           |
| 各欄の数字は、「勝ち-負け-休場」を示す。 優勝 引退 休場 十両 幕下 三賞：敢=敢闘賞、殊=殊勲賞、技=技能賞 その他：★=金星 番付階級：幕内 - 十両 - 幕下 - 三段目 - 序二段 - 序ノ口 幕内序列：横綱 - 大関 - 関脇 - 小結 - 前頭（「#数字」は各位内の序列） |                           |                           |                         |                             |                         |                             |

## 改名歴
- 佐々木山 大輔（ささきやま だいすけ）2010年1月場所 - 2024年7月場所
- 閃岳 大輔（せんがく だいすけ）2024年9月場所 -